# Ferropericlasa
La ferropericlasa o magnesiowustita és un òxid de magnesi ferri ((Mg, Fe) O) que s'interpreta com un dels components principals del mantell inferior de la Terra juntament amb perovskita de silicat, un silicat de magnesi i ferro amb estructura de perovskita. La ferropericlasa s'ha trobat en inclusions en alguns diamants naturals. Un contingut de ferro anormalment alt en un conjunt de diamants s'ha associat amb un origen del mantell més baix. Es pensa que les zones discretes de molt baixa velocitat a les parts més fondes del mantell, prop del nucli terrestre, són gotes de ferropericlasa, ja que les ones sísmiques es ralenteixen quan hi passen a través, i se sap que la ferropericlasa té aquest efecte en les altes pressions i temperatures del mantell profund terrestre. Al maig de 2018, es demostrà que la ferropericlasa és anisotròpica de formes específiques en altes pressions del mantell inferior, i aquestes anisotropies poden ajudar els sismòlegs i geòlegs a confirmar si aquestes zones de velocitat molt baixa són deferropericlasa, en traspassar-les les ones sísmiques des de diverses direccions i observant el canvi exacte en la velocitat d'aquestes ones.

## Zona de transició de gir
Els canvis en l'estat de rotació dels electrons en el ferro dels minerals del mantell s'han estudiat en ferropericlasa. Les mostres estan subjectes a les condicions del mantell inferior en una cel·la d'enclusa de diamant escalfada amb làser i l'estat de rotació es mesura amb espectroscòpia de raigs X sincrotró. Els resultats indiquen que el canvi d'un estat centrifugat alt a baix en ferro ocorre amb una profunditat creixent de 1.000 km a 2.200 km. S'espera que el canvi en l'estat de centrifugat s'associe a un augment de densitat amb una profunditat major.